# Otokar (ime)
Otokar je moško osebno ime.

## Izvor imena
Otokar je nemško ime, ki je nastalo kot zloženo iz starovisokonemških besed õt »posest, bogastvo« in wakar »buden, čuječ«

## Izpeljanke imena
Odo, Odon, Oto, Oton

## Pogostost imena
Po podatkih Statističnega urada Republike Slovenije je bilo na dan 31. decembra 2007 v Sloveniji 14 oseb z imenom Otokar.

## Osebni praznik
Otokar praznuje god 10. septembra.

## Znane osebe
- Otokar I., češki kralj
- Otokar II., češki kralj
- Otokar Župančič, brat pesnika Župančiča